# 塚越和夫
塚越 和夫（つかこし かずお、1931年(昭和6年) - ）は、日本近代文学研究者、武蔵野女子大学名誉教授。
東京生まれ。早稲田大学文学部卒、1957年同大学院修士課程修了。早稲田大学高等学院教諭。武蔵野女子大学特任教授、2002年定年。

## 著書
- 『明治文学石摺考 柳浪・緑雨・荷風他』葦真文社、1981
- 『評釈太宰治』葦真文社、1982
- 『葛西善蔵と芥川竜之介』葦真文社、1987
- 『続・明治文学石摺考 (緑雨・眉山・深川作家論)』葦真文社、1989
- 『無頼派とその周辺』葦真文社、2001
- 『明治文学石摺考 続続』葦真文社、2001

### 編共著
- 『作家の自伝 104 吉川英治』日本図書センター シリーズ・人間図書館、2000
- 『漱石論考』千石隆志共著 葦真文社、2002

## 参考
- 塚越〔和夫〕先生のこと〔含 略歴、業績〕竹田日出夫 武蔵野日本文学、2002-03
- 『続・明治文学石摺考』著者紹介